# Klikspaan
Een klikspaan is een scheldwoord voor een kind dat verklikt wat een ander kind gedaan heeft, bijvoorbeeld aan de schoolmeester, de ouders, of andere gezagdragers. De klikspaan probeert daar zelf mee in een goed blaadje te komen. In Zuid-Nederland wordt een klikspaan een klapspaan of een lakaaie genoemd.
Klikken wordt door kinderen onderling als onacceptabel gedrag beschouwd. Tegenwoordig wordt dat door leraren ook erkend - zij zullen dus niet naar een klikspaan luisteren.

## Etymologie

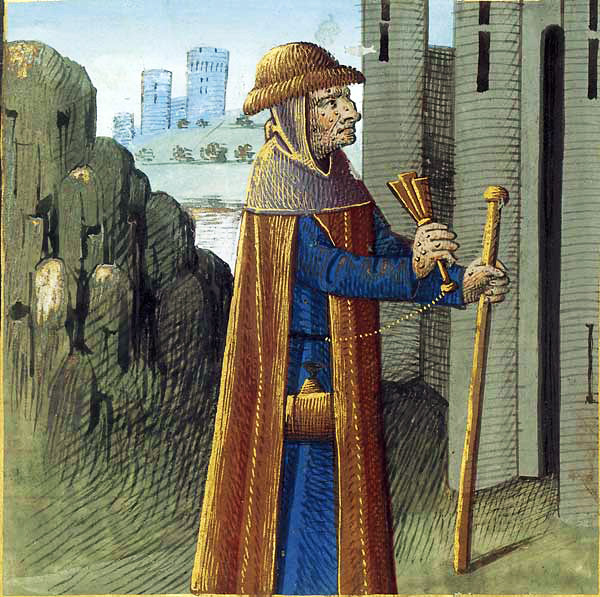
Melaatse met klepper

In de Middeleeuwen werd met een clapspaen een spaan hout bedoeld, waarmee een melaatse een klepperend geluid maakte om zijn naderen aan te kondigen. Deze klepper werd ook wel een lazarusklep genoemd. Analoog hieraan werd de menselijke tong ook wel een klapspaan genoemd. Wanneer een persoon veel praatte en aldus zijn tong (klapspaan) veel gebruikte dan werd deze persoon een klapspaan of klikspaan genoemd.

## Mededingingsrecht
Binnen het mededingingsrecht kunnen karteldeelnemers in veel gevallen een boete afwenden of verminderen door te "klikken" (klokkenluiden) bij de mededingingsautoriteit. Deze mogelijkheid vergemakkelijkt onderzoek tegen kartels omdat bij het geringste vermoeden van een onderzoek er vaak één of meerdere deelnemers zijn die gaan klikken. Bovendien maakt dit kartels minder aantrekkelijk omdat er altijd een kans kan bestaan dat een deelnemer uit de school klapt. Klikken kan onder bepaalde voorwaarden de deelnemer boete-immuniteit of een boetevermindering opleveren. De mate van vermindering is afhankelijk van de vraag of de mededingingsautoriteit al een onderzoek was gestart en/of andere deelnemers reeds eerder hadden geklikt. Verder dient de deelnemer zijn concurrentiebelemmerende gedrag onmiddellijk te staken en volledig met de mededingingsautoriteit mee te werken.

## Versje
In Nederland werd wel eens door kinderen, als iemand zich aan klikken schuldig maakte, het volgende liedje gezongen:
klikspaan, boterspaan, (ook wel: klikspaan, halve maan; of klikspaan, kraait de haan)
je mag niet door m'n straatje gaan,
hondje zal je bijten,
poesje zal je krabbelen,
dat komt van al je babbelen.
Daarbij werd de klikspaan door een groepje kinderen, bijvoorbeeld de kinderen die “iets stouts” hadden gedaan en verklikt waren, tegengehouden.